# Zinkgat

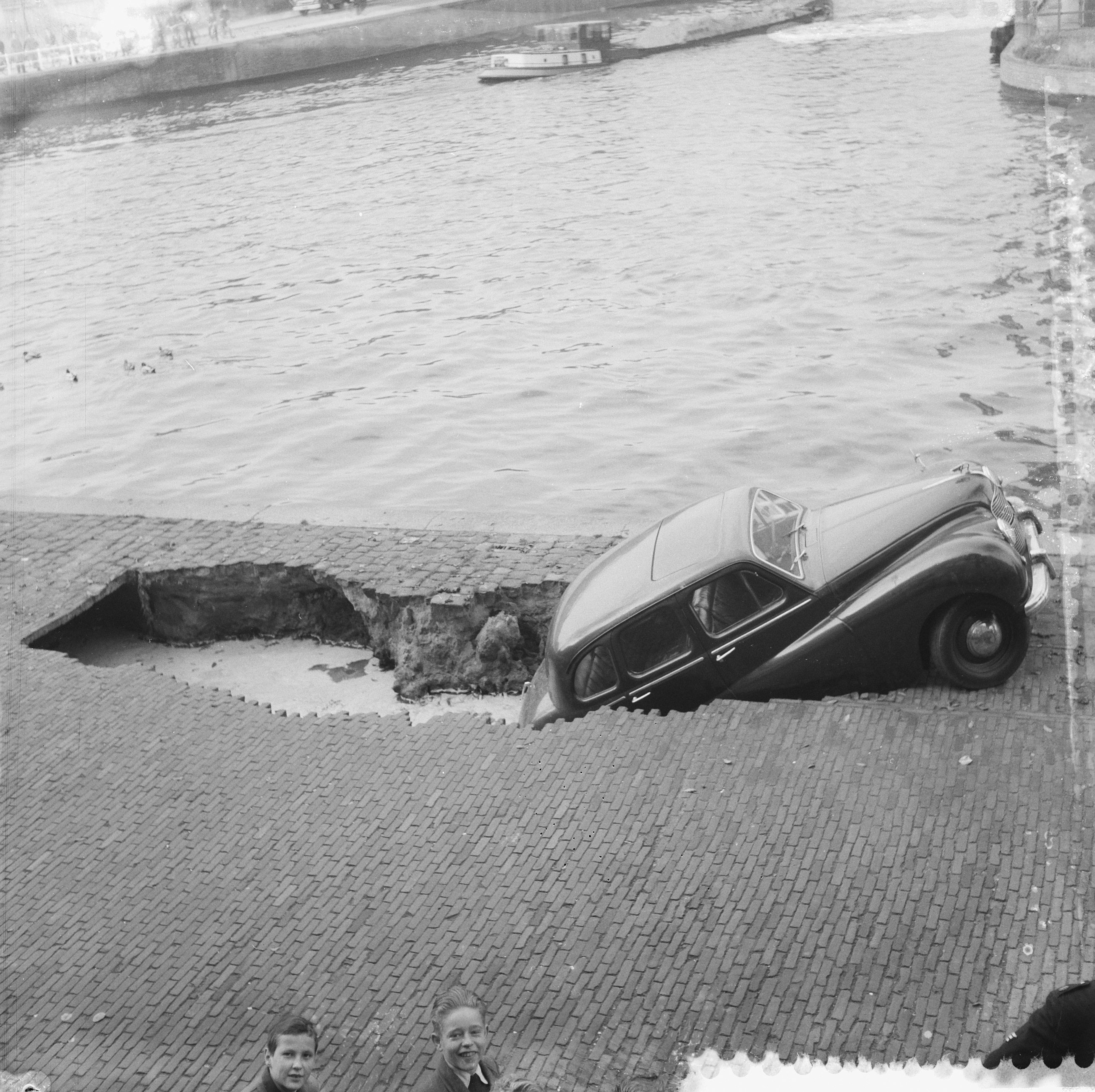
Zinkgat op de kade van de Kostverlorenvaart in Amsterdam (1958)

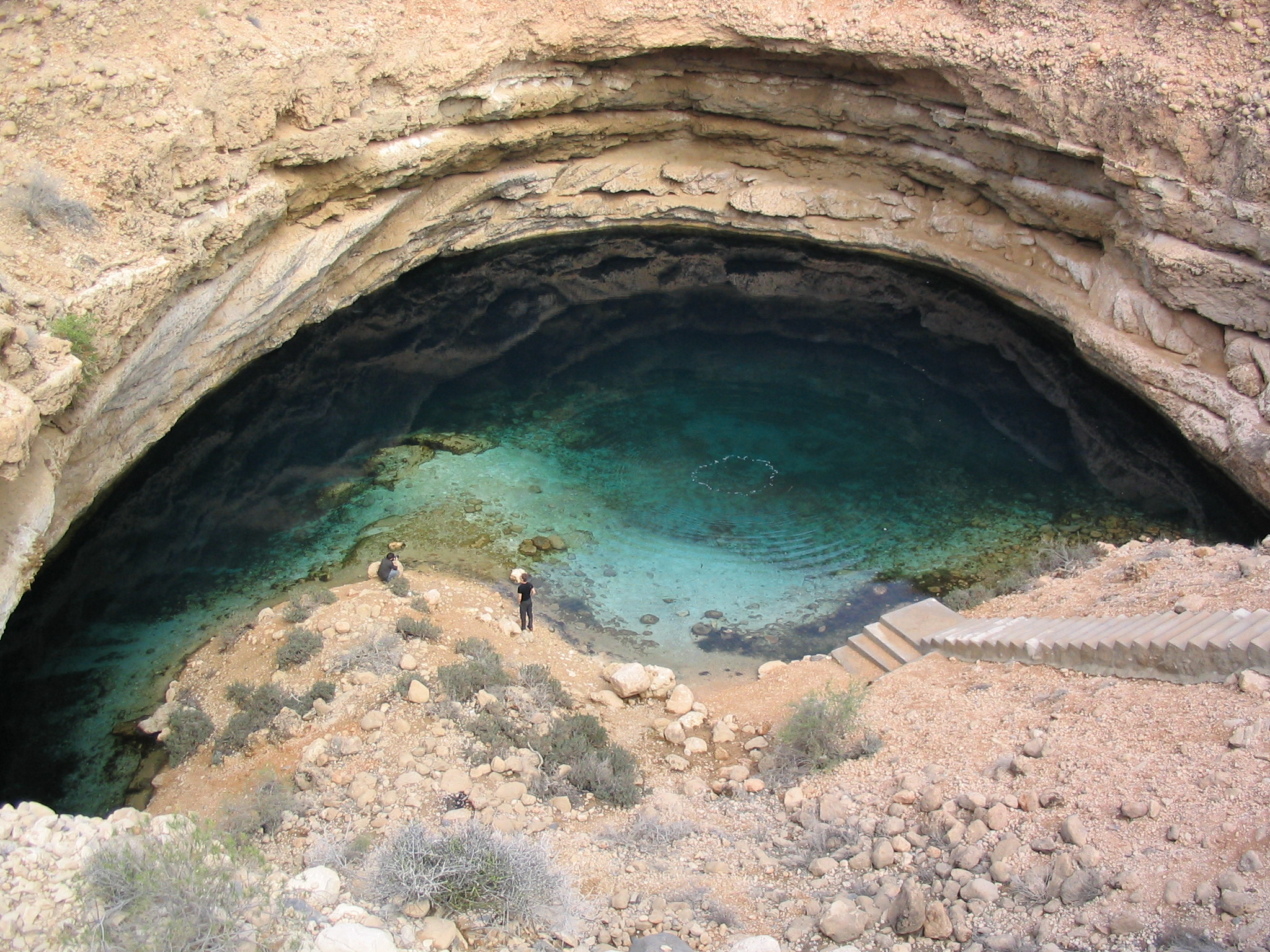
Zinkgat

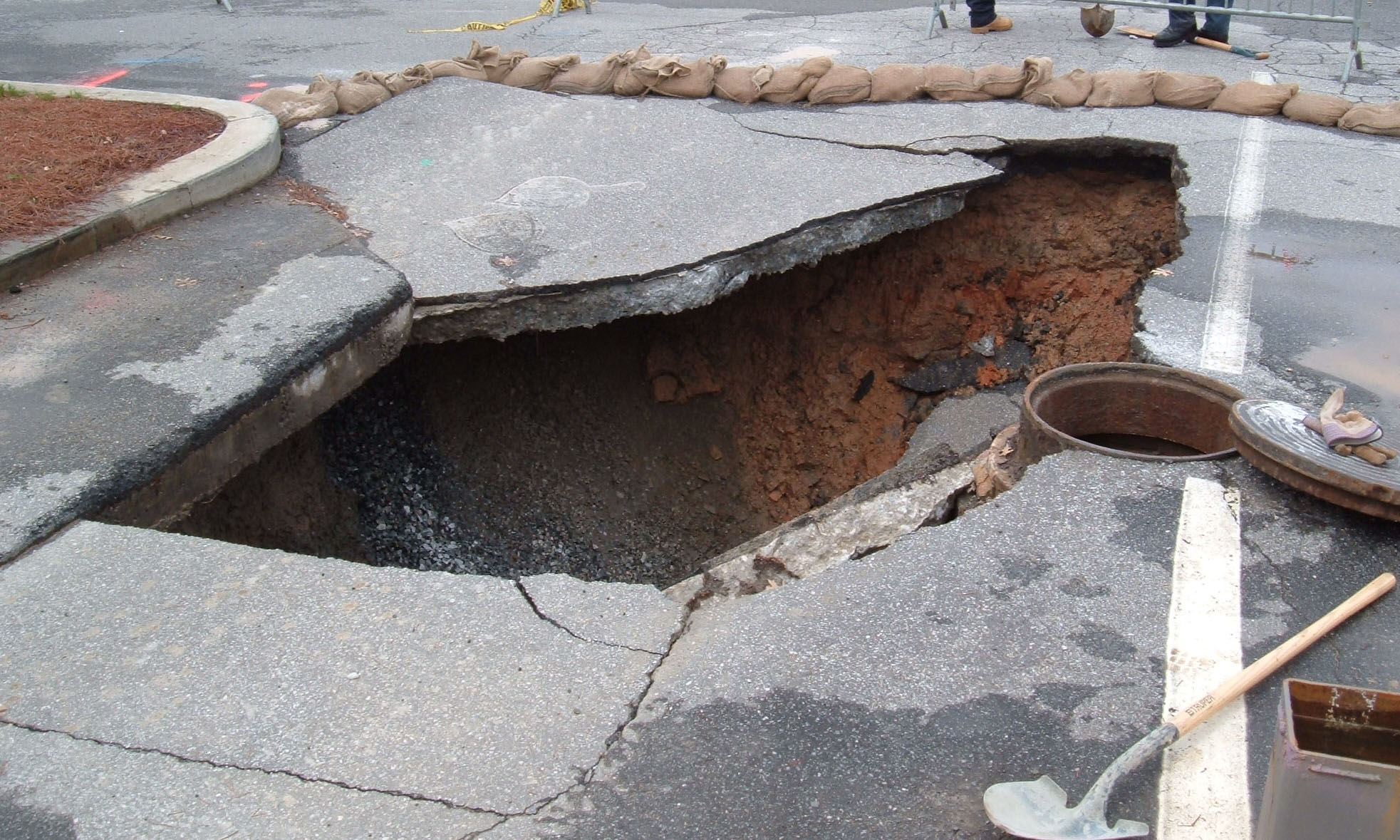
Zinkgat onder wegdek

Een zinkgat, ook wel verdwijngat of sinkhole genoemd, is een landvorm die is ontstaan door het instorten van een holte in het substraat. Het vormt een afgesloten depressie in het landschap.

## Ontstaan
Het woord zinkgat is in de geomorfologie de term die wordt gebruikt om de landschapsvorm aan te duiden die overblijft na instorting van een holte in het onderliggende gesteente of sediment.
De meest voorkomende zinkgaten zijn dolines; dit zijn laagtes die zijn ontstaan door karst, het oplossen van kalksteen in water.
Zinkgaten kunnen ook ontstaan door het oplossen van zout in de bodem (veelvoorkomend rond de Dode Zee), het instorten van natuurlijke drainagetunnels, of het instorten van door mensen gemaakte (antropogene) holtes zoals mijngangen.  Bij de vorming door zout, wordt het zout, dat lichter is dan het omliggende gesteente, omhoog gedrukt. Dit kan eeuwen duren, maar wanneer het zout bij het grondwater komt, lost het op en ontstaat langzaam een groot gat onder de aardkorst.